# Provinz Sud Sardegna
Die Provinz Sud Sardegna (italienisch Provincia del Sud Sardegna) war eine am 24. Februar 2016 gegründete italienische Provinz der autonomen Region Sardinien, die 2021 wieder aufgelöst wurde. Sie entstand aus 54 Gemeinden der alten Provinz Cagliari, die nicht die (ursprüngliche) Metropolitanstadt Cagliari bildeten, den ehemaligen Provinzen Carbonia-Iglesias (23 Gemeinden) und Medio Campidano (28 Gemeinden) sowie den Gemeinden Genoni aus der Provinz Oristano und Seui aus der Provinz Ogliastra. Auf einer Fläche von 6.530 km² lebten 331.817 Einwohner (Stand: 31. Dezember 2023). Hauptstadt war Carbonia.

## Größte Gemeinden

Lage der Provinz Sud Sardegna

(Einwohnerzahlen Stand 31. Dezember 2023)
| Gemeinde            | Einwohner |
| ------------------- | --------- |
| Carbonia            | 25.971    |
| Iglesias            | 24.908    |
| Villacidro          | 13.117    |
| Guspini             | 10.856    |
| Sant’Antioco        | 10.601    |
| Dolianova           | 9382      |
| Serramanna          | 8504      |
| San Gavino Monreale | 7959      |
| Sanluri             | 8070      |
| San Sperate         | 8488      |
| Villasor            | 6600      |

Quelle: ISTAT